# Esraa Owis
Esraa Samir Owis (* 15. Oktober 1997) ist eine ägyptische Leichtathletin, die im Weit- und Dreisprung an den Start geht und in beiden Disziplinen den ägyptischen Landesrekord hält.

## Sportliche Laufbahn
Erste internationale Erfahrungen sammelte Esraa Owis bei den Jugendafrikameisterschaften 2013 in Warri, bei denen sie mit 5,63 m die Goldmedaille im Weitsprung, sowie mit 11,79 m die Bronzemedaille im Dreisprung gewann. Anschließend siegte sie mit 5,72 m bei den Arabischen Jugendmeisterschaften in Kairo und gewann mit 11,89 m Silber im Dreisprung. Im Jahr darauf siegte sie in beiden Bewerben bei den Arabischen Juniorenmeisterschaften in Kairo und qualifizierte sich im Weitsprung für die Olympischen Jugendspiele in Nanjing, bei denen sie mit 5,70 m im Finale den achten Platz belegte. 2015 gewann sie bei den Juniorenafrikameisterschaften in Addis Abeba mit 13,04 m die Silbermedaille im Drei- und mit 5,89 m die Bronzemedaille im Weitsprung. Anschließend gewann sie bei den Arabischen Meisterschaften in Manama mit einer Weite von 6,05 m die Bronzemedaille hinter der Algerierin Tahani Romaissa Belabiod und Jamaa Chnaik aus Marokko. 2018 belegte sie bei den Afrikameisterschaften in Asaba mit 12,22 m Rang acht im Dreisprung und wurde im Weitsprung mit 5,86 m Neunte. Im Jahr darauf siegte sie bei den Arabischen Meisterschaften in Kairo mit 6,09 m im Weitsprung. Anschließend erreichte sie bei den Afrikaspielen in Rabat mit 12,62 m Rang neun im Dreisprung und wurde im Weitsprung mit 6,07 m Sechste. 2021 siegte sie bei den Arabischen Meisterschaften in Radès mit 6,39 m im Weitsprung sowie mit 13,06 m im Dreisprung und im Jahr darauf gewann sie bei den Afrikameisterschaften in Port Louis mit 6,29 m die Bronzemedaille im Weitsprung hinter der Burkinerin Marthe Koala und Yousra Lajdoud aus Marokko. Zudem klassierte sie sich im Dreisprung mit 12,95 m auf dem fünften Platz. Anschließend sicherte sie sich bei den Mittelmeerspielen in Oran mit 6,54 m die Silbermedaille im Weitsprung hinter der Serbin Milica Gardašević.
2023 siegte sie mit 6,53 m und 13,08 m im Weit- und Dreisprung bei den Arabischen Meisterschaften in Marrakesch und kurz darauf siegte sie in beiden Disziplinen mit Sprüngen auf 6,54 m und 13,57 m auch bei den Panarabischen Spielen in Algier. Im August schie sie bei den Weltmeisterschaften in Budapest mit 6,16 m in der Qualifikationsrunde aus. Im Jahr darauf belegte sie bei den Afrikaspielen in Accra mit 6,57 m den fünften Platz, wie auch bei den Afrikameisterschaften im Juni mit 6,28 m. Im August verpasste sie bei den Olympischen Sommerspielen in Paris mit 6,20 m den Finaleinzug. 2025 siegte sie bei den Arabischen Meisterschaften in Oran mit 6,48 m im Weitsprung sowie mit 13,58 m im Dreisprung und gewann mit der Staffel in 47,89 s die Silbermedaille hinter dem algerischen Team.
In den Jahren von 2018 bis 2025 wurde Owis ägyptische Meisterin im Weit- und Dreisprung sowie 2023 auch in der 4-mal-100-Meter-Staffel.

## Persönliche Bestleistungen
- Weitsprung: 6,75 m (+1,3 m/s), 14. September 2022 in Maadi (ägyptischer Rekord)
- Dreisprung: 13,58 m (+0,6 m/s), 4. Mai 2025 in Oran (ägyptischer Rekord)